# Porta Latina
Porta Latina é uma porta de um só arco da Muralha Aureliana em Roma. Ele marcava a entrada da Via Latina em Roma e empresta seu nome à igreja vizinha de San Giovanni a Porta Latina. A maior parte da estrutura ainda existente da época do imperador romano Honório, incluindo as aduelas do arco (embora eles sejam incorretamente atribuídos a uma restauração do século VI realizada por Belisário por causa de uma cruz com um círculo esculpida na chave interior e o Chi Rho entre o alfa e ômega na exterior. O portão foi chamado por este nome durante toda a Idade Média. Também ficam nas redondezas o oratório de San Giovanni in Oleo e o Columbário de Pompônio Hilas.
O portão foi construído com blocos irregulares de travertino, com uma fileira de cinco janelas na parte superior do lado de fora e uma sexta, de tijolos, na face sul, encimadas por ameias. O arco é flanqueado por duas torres semi-circulares de concreto revestido de tijolos (quase inteiramente reconstruídas, provavelmente no século VI), que não se ergue para além do topo da seção central. A torre norte se assenta sobre fundações em cantaria que podem ter sido de um túmulo.